# Polystachya bella
Polystachya bella là một loài thực vật có hoa trong họ Lan. Loài này được Summerh. miêu tả khoa học đầu tiên năm 1960.

## Hình ảnh

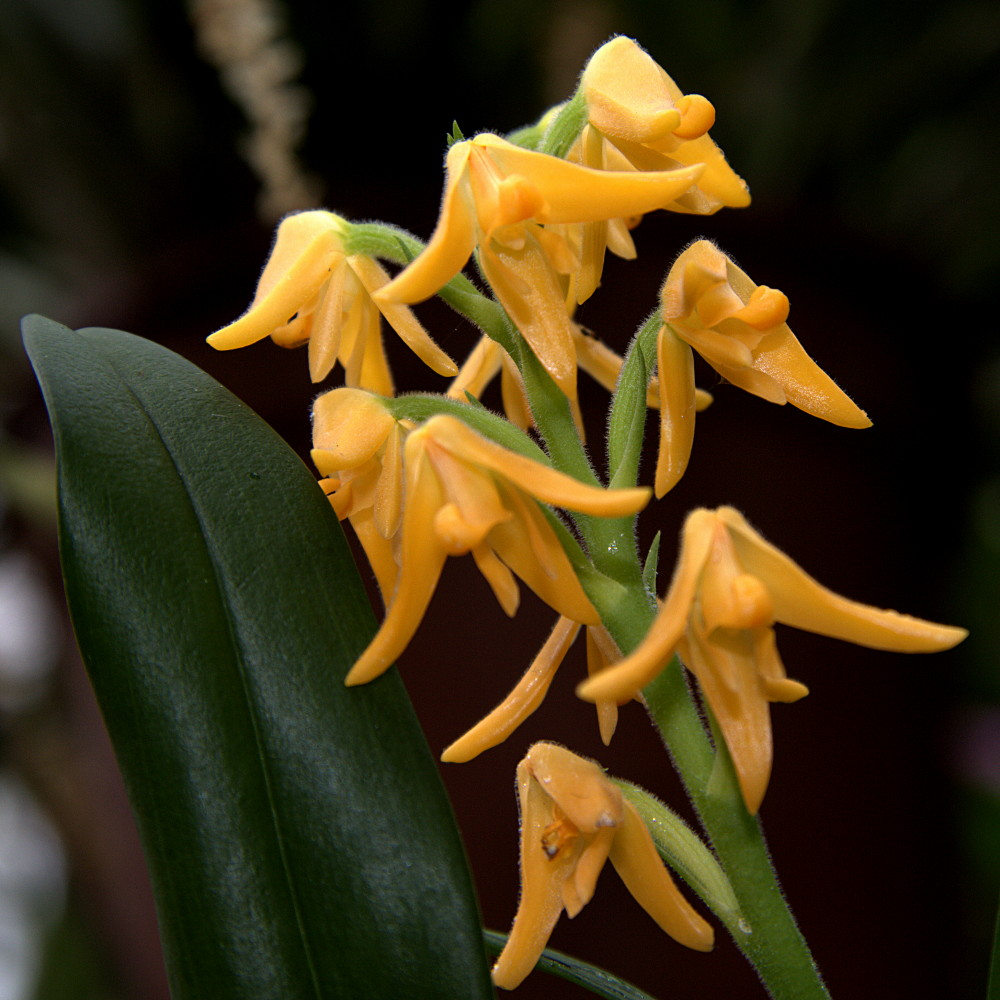
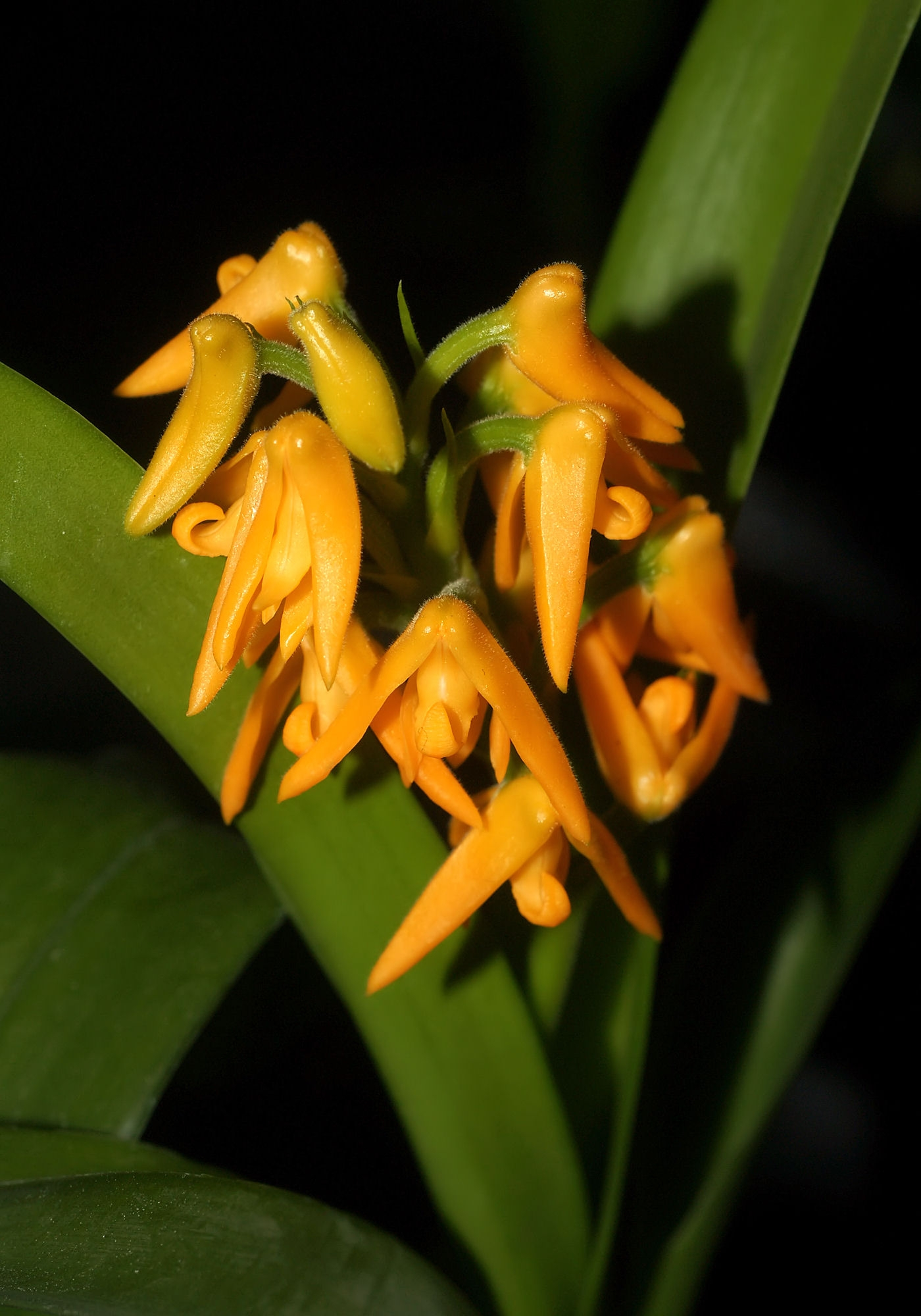